# Bohse Automobilbau

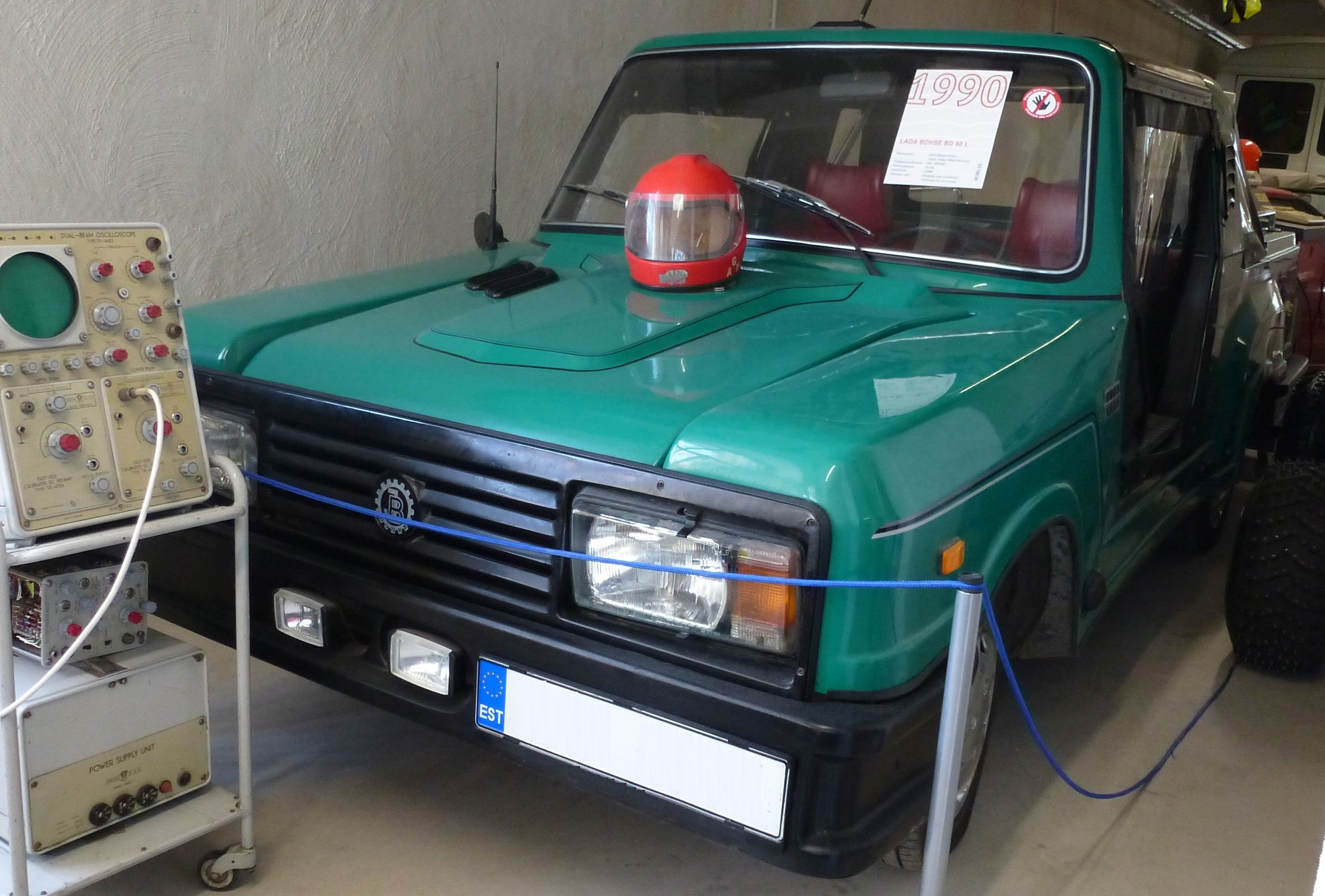
Bohse Euro-Star

Die Bohse Automobilbau GmbH war ein deutscher Automobilhersteller, der in Dörpen (Ems) ansässig war. Eigentümer war Johann Bohse. 1987/1988 stellte Bohse den Euro-Star her.

## Beschreibung
Bei dem Euro-Star handelte es sich ursprünglich um einen Lada 2105, der mit einer GFK-Karosserie in ein offenes Freizeitfahrzeug umgebaut worden war. Er besaß keine Türen, stattdessen an den Seiten und am Heck eine Stoffverkleidung mit Folienscheiben sowie einen Überrollbügel. Zudem hatte er zwei herausnehmbare Targadächer, welche ebenfalls aus GFK bestanden. Die grundlegende Technik des Lada blieb erhalten. Für die ersten Bohse Fahrzeuge diente der Golf I als Basis. Diese wurden noch unter dem Namen Bohse Sprinter angeboten. Es wurden nur 30 Fahrzeuge auf Basis des Golf 1 hergestellt.
Vom „Bohse Euro-Star“ auf Lada Basis wurden 200 Fahrzeuge gebaut.
Beide Versionen waren von der GFK Karosserie her gleich, lediglich die Frontscheinwerfer und Rückleuchten waren anders. Beim Sprinter stammten z. B. die Rückleuchten vom VW LT.
In den 1990er Jahren wurde eine über den Rücksitzen offene Version des Lada Samara (Modellreihe 2108) bei Bohse hergestellt. Dieser wurde als „Bohse Safari“ vom Hersteller Bohse vertrieben und später, nachdem Lada die Rechte zurückgekauft hatte, über das reguläre deutsche Lada-Händlernetz unter der Modellbezeichnung „Lada Samara Fun“ vertrieben. Vom „Bohse Safari“ wurden rund 2000 Fahrzeuge gebaut.
Wegen nicht geklärter Nachfolge und hohen Alters des Geschäftsführers wurde die Produktion der Bohse Automobilbau GmbH eingestellt. Die Restbestände – etwa 50 Fahrzeuge – wurden für rund 7000 DM pro Fahrzeug verkauft.